# Лазарев, Василий Иванович
Васи́лий Ива́нович Ла́зарев (1 января 1924 года, д. Суопоссалми Калевальского района Карелии — 4 сентября 2000 года, Костомукша, Карелия) — гвардии старшина, разведчик, полный кавалер Ордена Славы.

## Биография
По национальности карел. После окончания в 1936 году начальной школы работал в Ухтинском ЛПХ.
В сентябре 1942 года призван в армию на курсы командиров стрелковых отделений, по окончании которых направлен в Сталинград, где был зачислен в отдельную разведроту 263-го гвардейского полка 86-й гвардейской стрелковой дивизии. Участвовал в боях за города Николаев, Одесса, Кишинёв, в форсировании Днепра, освобождении Румынии, Австрии, Венгрии.
В боях за город Одессу 10 апреля 1944 года, ведя разведку, заметил скрывающихся пять солдат противника. Умело и скрытно подойдя к ним в плотную огнем автомата уничтожил двух и трех взял в плен, за что был награжден медалью "За отвагу".
Под Будапештом в ноябре 1944 года, в составе отделения, взял в плен шесть сапёров, за что был удостоен первого ордена Славы (III степени).
В январе 1945 года на Дунае, при выполнении задания по установлению связи между дивизиями, уничтожил двенадцать вражеских солдат, за что был удостоен второго ордена Славы (II степени).
В феврале 1945 года в Австрии, в составе группы захвата, через минное поле прорвался в тыл противника, уничтожил вражеское отделение и подавил пулемётную точку, за что был удостоен третьего ордена Славы (I степени).
Закончил войну в Чехословакии.
После демобилизации в апреле 1947 года вернулся в Карелию, проживал в деревне Юшкозеро, работал в сплавной конторе. Умер 4 сентября 2000 года в Костомукше.

## Награды
- ордена Славы: III степени (28.11.1944, № 160233), II степени (02.02.1945 № 7238), I степени (15.05.1946 №1583)
- орден Отечественной войны 1-й степени(11.03.1985).
- медаль "За отвагу"(22.04.1944).
- Медаль «За победу над Германией в Великой Отечественной войне 1941-1945 гг.».
- юбилейные медали СССР.